# AerCaribe
Aercaribe S.A., es una aerolínea colombiana de vuelos chárter y de carga con base en el Aeropuerto Internacional El Dorado de Bogotá y en el Aeropuerto Internacional Jorge Chávez de Lima.

## Historia
AerCaribe inició operaciones en 1997 con una flota de aviones turbohélice Antonov, con servicios domésticos en Colombia. AerCaribe opera su propio hangar de 8.360 metros cuadrados en El Dorado.  La aerolínea está certificada por Antonov para ofrecer trabajos de mantenimiento y restauración de aviones Antonov en Colombia y América Latina, así como para actuar como representante de Antonov en la compra y venta de aviones Antonov. 
En 2015, AerCaribe recibió el primero de los tres B737-400P2F (de pasajero a carguero) convertidos de PEMCO World Air Services, en Tampa, EE. UU. El avión ofrece 11 posiciones para pallets, un sistema de carga de carga con todas las funciones con placa de umbral retráctil y restricciones laterales anulables, todo diseñado para brindar una buena confiabilidad y una carga útil máxima de 40,000 libras (20 toneladas a nivel del mar). 
En septiembre de 2022, el grupo AerCaribe presentó Amazon Air, una aerolínea que llevará carga y pasajeros a las zonas remotas de la Amazonía colombiana en una flota de Antonov An-26.

## Destinos
| Países                    | Destinos                | Aeropuertos                                                    | Notas          |
| Norteamérica              | Norteamérica            | Norteamérica                                                   | Norteamérica   |
| ------------------------- | ----------------------- | -------------------------------------------------------------- | -------------- |
| Estados Unidos            | Miami                   | Aeropuerto Internacional de Miami                              |                |
| Centroamérica y El Caribe |                         |                                                                |                |
| Aruba                     | Oranjestad              | Aeropuerto Internacional Reina Beatrix                         |                |
| Bonaire                   | Kralendijk              | Aeropuerto Internacional Flamingo                              |                |
| Costa Rica                | San José                | Aeropuerto Internacional Juan Santamaría                       |                |
| Curazao                   | Willemstad              | Aeropuerto Internacional Hato                                  |                |
| Panamá                    | Ciudad de Panamá        | Aeropuerto Internacional de Tocumen                            |                |
| Puerto Rico               | San Juan                | Aeropuerto Internacional Luis Muñoz Marín                      |                |
| República Dominicana      | Santo Domingo           | Aeropuerto Internacional Las Américas                          |                |
| Sudamérica                |                         |                                                                |                |
| Bolivia                   | Santa Cruz de la Sierra | Aeropuerto Internacional Viru Viru                             |                |
| Colombia                  | Barranquilla            | Aeropuerto Internacional Ernesto Cortissoz                     |                |
| Colombia                  | Bogotá                  | Aeropuerto Internacional El Dorado                             | HUB principal  |
| Colombia                  | Bucaramanga             | Aeropuerto Internacional Palonegro                             |                |
| Colombia                  | Cali                    | Aeropuerto Internacional Alfonso Bonilla Aragón                |                |
| Colombia                  | Cartagena               | Aeropuerto Internacional Rafael Nuñez                          |                |
| Colombia                  | Cúcuta                  | Aeropuerto Internacional Camilo Daza                           |                |
| Colombia                  | Leticia                 | Aeropuerto Internacional Alfredo Vásquez Cobo                  |                |
| Ecuador                   | Quito                   | Aeropuerto Internacional Mariscal Sucre                        |                |
| Perú                      | Iquitos                 | Aeropuerto Internacional Coronel FAP Francisco Secada Vignetta |                |
| Perú                      | Lima                    | Aeropuerto Internacional Jorge Chávez                          | HUB secundario |
| Venezuela                 | Caracas                 | Aeropuerto Internacional de Maiquetía Simón Bolívar            |                |

## Flota
La flota de AerCaribe Cargo se compone de las siguientes aeronaves:
| Aeronaves       | En servicio | Pedidos | Matrículas                                             | Antigüedad                                             | Notas                                                     |
| --------------- | ----------- | ------- | ------------------------------------------------------ | ------------------------------------------------------ | --------------------------------------------------------- |
| Antonov An-26B  | 3           | —       | HK-4729                                                | 42 años                                                | Pintado con los colores de Amazon Air                     |
| Antonov An-26B  | 3           | —       | HK-4730                                                | 44 años                                                | Pintado con los colores de Amazon Air                     |
| Antonov An-26B  | 3           | —       | HK-4356                                                | ?? años                                                | Pintado con los colores de Amazon Air, modalidad de combi |
| Boeing 737-400F | 4           | —       | HK-5357                                                | 33,8 años                                              |                                                           |
| Boeing 737-400F | 4           | —       | HK-5197                                                | 33,7 años                                              |                                                           |
| Boeing 737-400F | 4           | —       | HK-5139                                                | 33,5 años                                              |                                                           |
| Boeing 737-400F | 4           | —       | N-652EE                                                | 33,4 años                                              |                                                           |
| Total           | 7           | —       | Edad media de la flota (noviembre de 2023): 35,5 años. | Edad media de la flota (noviembre de 2023): 35,5 años. | Edad media de la flota (noviembre de 2023): 35,5 años.    |

### Antigua flota
| Aeronaves           | Total | Introducido | Retirado | Matrículas                                                |
| ------------------- | ----- | ----------- | -------- | --------------------------------------------------------- |
| Antonov An-32A      | 2     | 2006        | 2023     | HK-4052 (re-reg. OB-2020-P) y HK-4427 (re-reg. OB-2098-P) |
| Antonov An-26       | 1     | 2015        | 2024     | HK-4728                                                   |
| Antonov An-32B      | 3     | 2006        | 2023     | HK-4832, HK-4257 y HK-4833                                |
| Beechcraft King Air | 2     | 2009        | 2019     | HK-4969 (re-reg. OB-2104-P) y HK-4658                     |